# Petit-duc de Wallace
Otus silvicola
Espèce
Statut de conservation UICN

 LC  : Préoccupation mineure
Statut CITES
Le Petit-duc de Wallace (Otus silvicola) est une espèce d'oiseaux de la famille des Strigidae.

## Répartition
Cette espèce est endémique des petites îles de la Sonde où elle n'est pas rare localement.